# Iglesia y Convento de Santa Teresa de Cochabamba
La Iglesia y Convento de Santa Teresa de Cochabamba es un conjunto conventual en Cochabamba, Bolivia. Data del siglo XVIII. Está ubicado en la Plaza del Granado, centro histórico de Cochabamba.

## Historia
La historia se remonta a 1726, cuando un vecino de la Villa de Oropesa, Don Juan Salvador Crespo y Melchora Macías, mediante un monumento conmemorativo donaron un solar de 10.000 metros cuadrados en los extramuros de la villa, a tres cuadras de la plaza de armas, y la suma de 20.000 pesos para la construcción del futuro convento. Durante la gestión del Arzobispo Gregorio de Molleda, 27 años después, se solicitó a la corona española el permiso para la fundación del convento habiéndose aprobado mediante cédula real expedida desde el Palacio de Aranjuez el 29 de junio de 1753.
Para la fundación en Cochabamba 4 hermanas salen de la Ciudad de la Plata el 30 de septiembre de 1760 rumbo a la Villa de Oropeza. Las que van a la nueva fundación son: una priora, una sub priora, una portera y una novicia. Un 13 de octubre de 1760, se establece en Cochabamba la orden carmelitana. Si bien dicho convento no estaba terminado de construir, por el lapso de siete años se hospedaron en la casa que fue del General Don Bartolomé Fiorilo Pérez, situada en la plaza principal a lado derecho de la Catedral de San Sebastián (actual edificio de la Farmacia Boliviana). Ahí vivieron durante 7 años esperando la conclusión del convento, durante este tiempo ingresaron muchas jóvenes como postulantes hasta colmar el número determinado. Durante esta época no exitían universidades ni colegios para mujeres, por lo tanto el ingreso al convento se consideraba una promoción, una superación social.
Una vez concluida la construcción, el 24 de agosto de 1767 se trasladaron solemnemente a su nuevo convento.
Cuentan las crónicas que este acontecimiento religioso, se realizó una procesión de la plaza principal con las hermanas a su nuevo convento, asistió toda la villa a este acontecimiento religioso importante en la vida social del pueblo piadoso, se celebró una gran misa pontifical, con asistencia de los cabildos.  
Este convento fue mandando a construir basándose en las normas y reglas que imponía el claustro de la orden.
Fue construido y diseñado en un estilo barroco por el arquitecto Pedro Nogales y el ingeniero Martínez Cáceres en 1760.
Perteneciente a la orden las Carmelitas Descalzas. Cuenta con un patio central y los ambientes están adornados con cuadros sacros. Tiene una torre con dos campanas y la fachada es de piedra con 20 metros de ancho con dos columnas laterales.

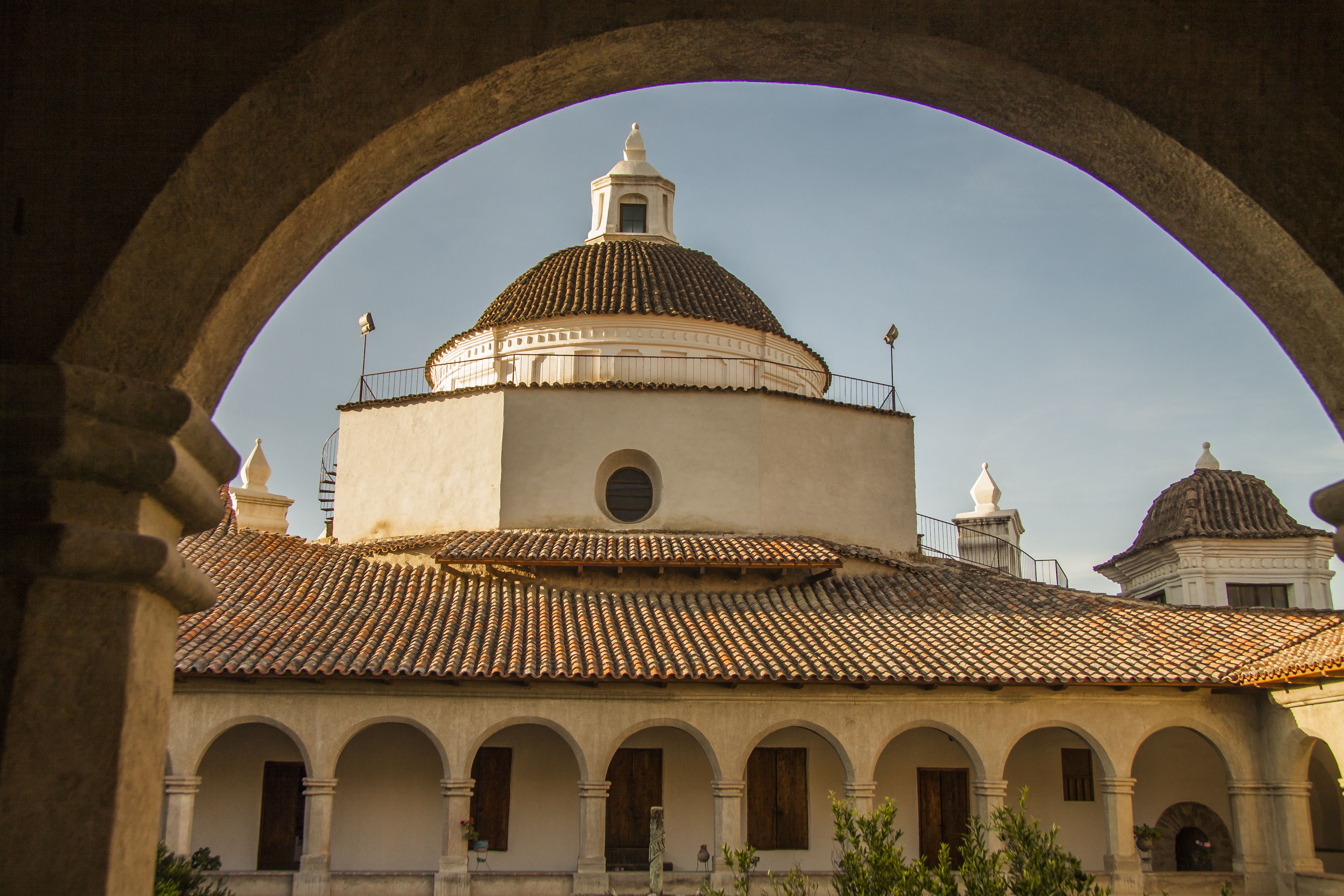
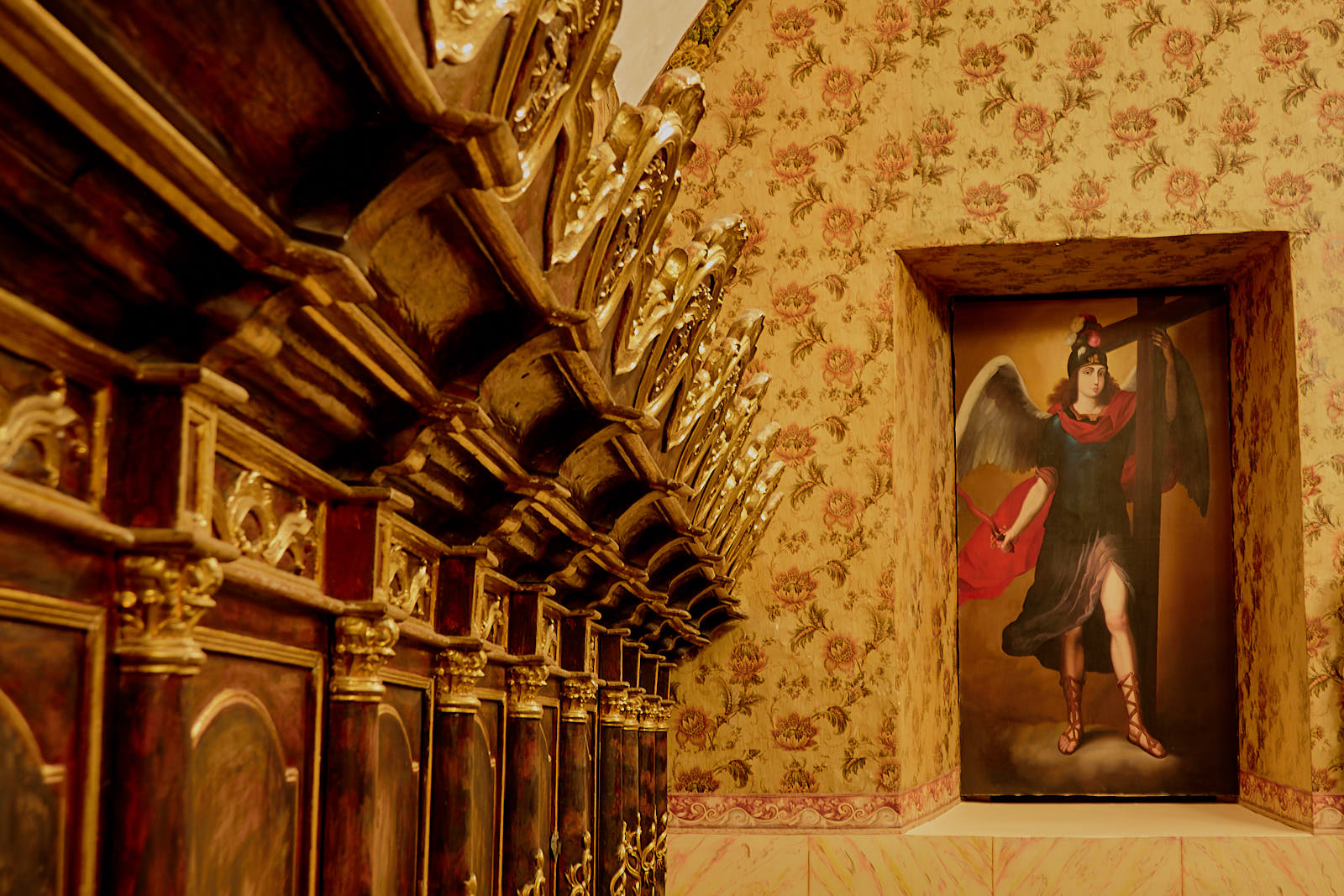
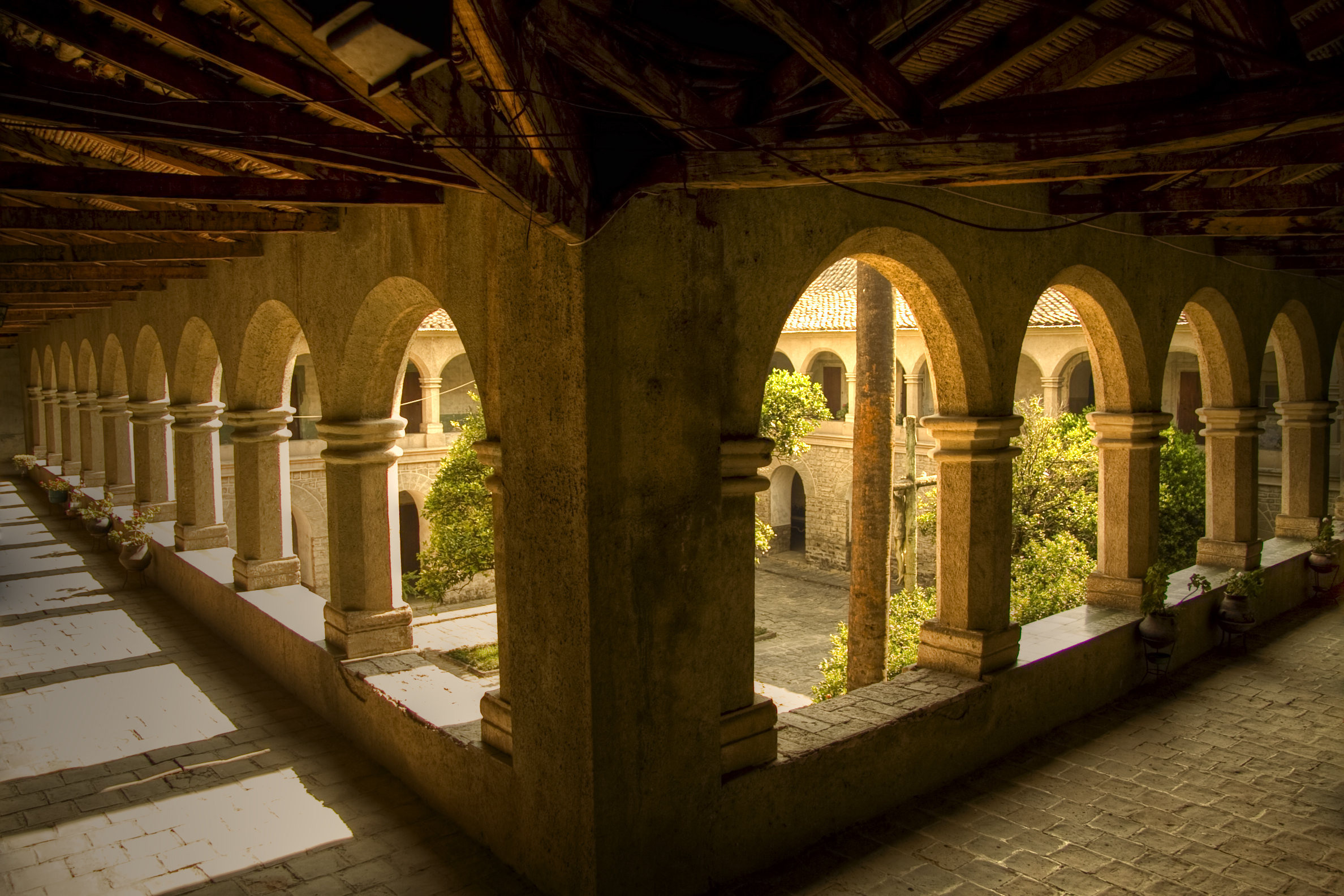
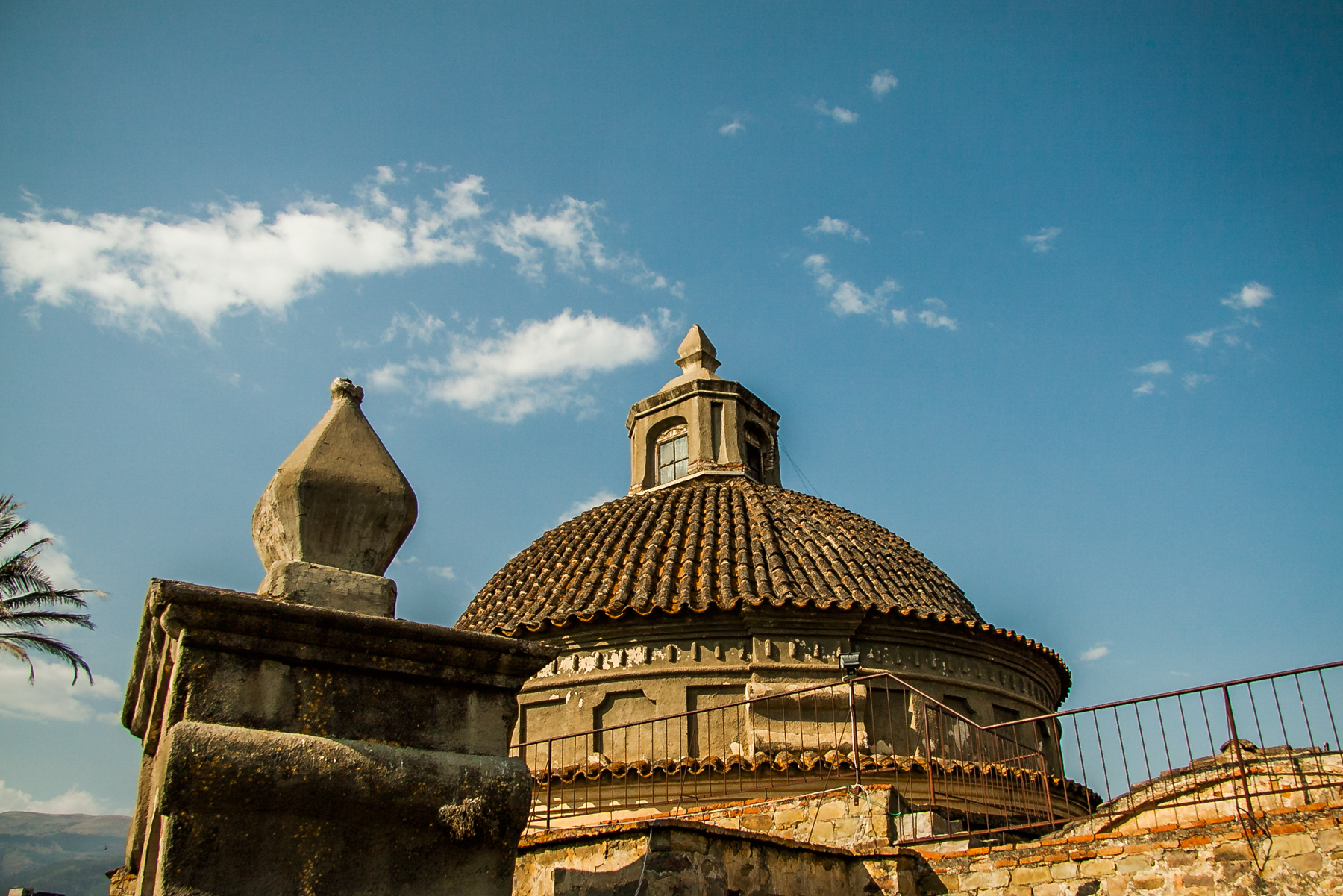
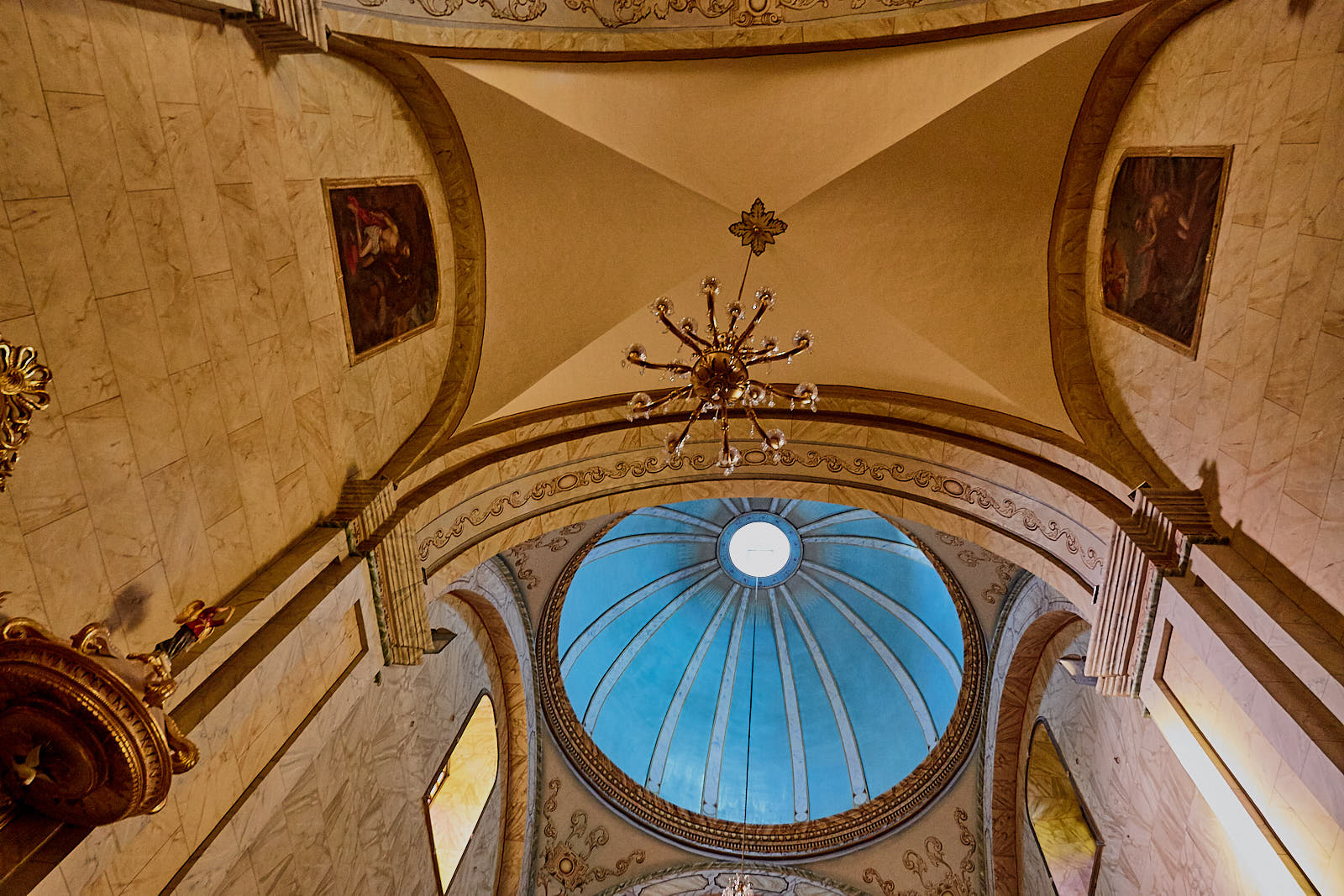